# Dieudonné Jamar
Dieudonné Jamar (* 6. November 1878 in Hozémont; † ) war ein belgischer Radrennfahrer.
Dieudonné Jamar war Profi-Rennfahrer von 1901 bis 1911. Schon 1894 war er bei Lüttich–Bastogne–Lüttich gestartet und hatte den elften Platz belegt. Im Jahre 1905 wurde er Belgischer Meister im Straßenrennen in Jemeppe-sur-Meuse bei Seraing. Das Rennen ging über 100 Kilometer mit Schrittmachern. Im selben Jahr errang er einen belgischen Meistertitel auf der Bahn. 1904 startete er bei der Tour de France, gab aber schon während der ersten Etappe auf. 1909 errang er nochmals den zweiten Platz bei einer belgischen Straßenmeisterschaft, hinter dem belgischen Radsport-Idol Cyrille Van Hauwaert.